# 6997 Laomedon
6997 Laomedon eller 3104 T-3 är en trojansk asteroid i Jupiters lagrangepunkt L5. Den upptäcktes 16 oktober 1977 av den nederländsk-amerikanske astronomen Tom Gehrels och det nederländska astronomparet Ingrid van Houten-Groeneveld och Cornelis Johannes van Houten vid Palomar-observatoriet. Den är uppkallad efter Laomedon i den grekiska mytologin.
Asteroiden har en diameter på ungefär 37 kilometer.